# FC Nelson (Neuseeland)
Der Football Club Nelson ist ein neuseeländischer Fußballklub aus Nelson.

## Vorgängerklubs

### Nelson Metro
Der Klub wurde im Jahr 1975 gegründet und spielte eine Saison später in der Division 3 South. Die einzige bekannte Teilnahme am Chatham Cup war in den Ausgaben 1975 und 1976, in letzterer schaffte man es bis in die 4. Runde, wo man dann auf Waterside Karori traf und gegen diese mit 3:5 verlor.

### Nelson City
Der Klub wurde im Jahr 1977 gegründet und startete in derselben Saison in der Division 3 South. Die einzige bekannte Teilnahme am Chatham Cup war im Jahr 2009, wo man es bis in die dritte Runde schaffte, dort jedoch Nelson Suburbs mit 0:6 unterlag.

## Geschichte
Der Klub wurde im Jahr 2011 als Ergebnis der Fusion der Klubs Nelson United (gegründet 1968), Nelson Metro (gegründet 1975) und Nelson City (gegründet 1977) sowie einem Klub mit dem Namen Tahunanui oder auch Tahuna Juniors. Gleich im ersten Jahr nahm man dann auch erstmals am Chatham Cup teil, das beste Ergebnis war hier bislang in der Ausgabe 2016, wo man es bis in die dritte Runde schaffte. Hier endete der Lauf nach einem 0:4 gegen Richmond Athletic.
Weiter gelang es dem Klub die Meisterschaft der Nelson Division 1 in den Jahren 2012, 2013, 2017 und 2019 zu gewinnen. Nach letzterem ging es auch in die Playoffs um den Aufstieg in die Mainland Premier League. Nach Hin- und Rückspiel unterlag man hier jedoch Christchurch United mit insgesamt 2:9.